# Стюарт, Дункан
Дункан Антонио Стюарт Ахель (исп. Duncan Antonio Stewart Agell, 1833—1923) — уругвайский политик аргентинского происхождения, президент Уругвая.

## Биография
Родился в 1833 году в Буэнос-Айресе, его родителями были шотландец Дункан Стюарт (из Перт-энд-Кинросса) и уругвайка Доротеа Ахель. Впоследствии перебрался в Уругвай. Президент Лоренсо Батлье-и-Грау сделал его министром финансов в своём правительстве. В 1890 году был избран в Сенат.
В 1894 году президентские выборы происходили в обстановке острого финансового кризиса. В течение 21 дня ни один из кандидатов не мог набрать требуемых для избрания 45 голосов, и в этот период обязанности главы исполнительной власти исполнял Дункан Стюарт, бывший в то время главой Сената. Наконец, Хуан Идиарте Борда смог получить 47 голосов, и Стюарт передал ему президентские полномочия.
После узурпации власти Хуаном Линдольфо Куэстасом в 1897 году Дункан Стюарт присоединился к «коллективистам», а после их подавления прекратил участие в политической жизни.
У них с супругой Дельфиной Гарсия Варгас было восемь детей. Его племянница Матильда Пачеко впоследствии стала женой президента Хосе Батлье-и-Ордонеса.